# Mellacorée
La Mellacorée (ou Mallecory) est un fleuve de Guinée. L'essentiel de son cours constitue un estuaire. Cet estuaire est très proche de la frontière avec le Sierra Leone.

## Histoire
La Mellacorée a été l'une des « Rivières du Sud », territoire progressivement occupé par les Français entre 1860 et 1880 et mis sous la dépendance du gouverneur du Sénégal avant de devenir la colonie de Guinée. Un poste militaire a été établi en 1866 à Benty, à l'embouchure du fleuve.